# Рашид Рамзи
Рашид Рамзи (арап. رشيد رمزي‎; рођен 17. јула 1980. у Сафију Мароко) је бахреински атлетичар, који се такмичи на 1.500 метара. Такмичи се још и у дисциплинама 800 метара и 5.000 метара.
До 2002. се такмичио за Мароко, када је ступио у војску Бахреина, чиме је добио њихово држављанство. На Светском првенству 2005. у Хелсинкију је постао први атлетичар којем је пошло за руком да тријуфује у тркама на 800 и 1500 метара на једном светском првенству.
На Летњим олимпијским играма 2008. у Пекингу је у трци на 1500 метара освојио злато, победивши Кенијца Асбела Кипропа. Резултат допинг теста је показао да је Рамзи био допингован. Међународна атлетска федерација га је казнила двогодишњом сузпензијом и одузимањем освојене медаље.

## Лични рекорди

### На отвореном
| Дисциплина  | Резултат | Датум         | Место  |
| ----------- | -------- | ------------- | ------ |
| 800 метара  | 1:44.05  | 17. јул 2006. | Мадрид |
| 1500 метара | 3:29.14  | 14. јул 2006. | Рим    |
| једна миља  | 3:51.33  | 4. јун 2005.  | Јуџин  |
| 3000 метара | 7:43.85  | 8. јун 2008.  | Јуџин  |
| две миље    | 8:13.16  | 8. јун 2008.  | Јуџин  |
| 5000 метара | 13:10.72 | 13. јул 2008. | Тангер |

### У дворани
| Дисциплина  | Резултат | Датум         | Место      |
| ----------- | -------- | ------------- | ---------- |
| 800 метара  | 1:46.15  | 7. март 2004. | Будимпешта |
| 1500 метара | 3:37.31  | 7. март 2008. | Валенсија  |